# Richard Odada
Richard Odada (ur. 25 listopada 2000 w Nairobi) – kenijski piłkarz grający na pozycji pomocnika na wypożyczeniu w klubie Aalborg BK. Posiada również obywatelstwo serbskie.

## Kariera reprezentacyjna
| Mecze i gole w reprezentacji | Mecze i gole w reprezentacji | Mecze i gole w reprezentacji | Mecze i gole w reprezentacji | Mecze i gole w reprezentacji | Mecze i gole w reprezentacji | Mecze i gole w reprezentacji | Mecze i gole w reprezentacji                  |
| Kenia U-20                   | Kenia U-20                   | Kenia U-20                   | Kenia U-20                   | Kenia U-20                   | Kenia U-20                   | Kenia U-20                   | Kenia U-20                                    |
| Lp.                          | Data                         | Miejsce                      | Gospodarz                    | Gość                         | Wynik                        | Gol                          | Rozgrywki                                     |
| ---------------------------- | ---------------------------- | ---------------------------- | ---------------------------- | ---------------------------- | ---------------------------- | ---------------------------- | --------------------------------------------- |
| 1.                           | 01.04.2018                   | Machakos                     | Kenia U-20                   | Rwanda U-20                  | 1:1                          | Gol                          | Puchar Narodów Afryki U-20 2019 –kwalifikacje |
| 2.                           | 21.04.2018                   | Kigali                       | Rwanda U-20                  | Kenia U-20                   | 0:0                          |                              | Puchar Narodów Afryki U-20 2019 –kwalifikacje |
| Kenia                        |                              |                              |                              |                              |                              |                              |                                               |
| Lp.                          | Data                         | Miejsce                      | Gospodarz                    | Gość                         | Wynik                        | Gol                          | Rozgrywki                                     |
| 1.                           | 02.09.2021                   | Nairobi                      | Kenia                        | Uganda                       | 0:0                          |                              | Mistrzostwa Świata 2022 – eliminacje          |
| 2.                           | 05.09.2021                   | Kigali                       | Rwanda                       | Kenia                        | 1:1                          |                              | Mistrzostwa Świata 2022 – eliminacje          |
| 3.                           | 07.10.2021                   | Agadir                       | Mali                         | Kenia                        | 5:0                          |                              | Mistrzostwa Świata 2022 – eliminacje          |
| 4.                           | 10.10.2021                   | Nairobi                      | Kenia                        | Mali                         | 0:1                          |                              | Mistrzostwa Świata 2022 – eliminacje          |
| 5.                           | 15.11.2021                   | Nairobi                      | Kenia                        | Rwanda                       | 2:1                          | Gol                          | Mistrzostwa Świata 2022 – eliminacje          |
| 6.                           | 28.03.2023                   | Teheran                      | Iran                         | Kenia                        | 2:1                          |                              | Mecz towarzyski                               |
| 7.                           | 14.06.2023                   | Saint-Pierre                 | Pakistan                     | Kenia                        | 0:1                          |                              | Mecz towarzyski                               |
| 8.                           | 18.06.2023                   | Saint-Pierre                 | Mauritius                    | Kenia                        | 1:0                          |                              | Mecz towarzyski                               |
| 9.                           | 07.09.2023                   | Al-Wakra                     | Katar                        | Kenia                        | 1:2                          |                              | Mecz towarzyski                               |
| 10.                          | 12.09.2023                   | Nairobi                      | Kenia                        | Sudan Południowy             | 0:1                          |                              | Mecz towarzyski                               |
| 11.                          | 16.10.2023                   | Antalya                      | Kenia                        | Rosja                        | 2:2                          |                              | Mecz towarzyski                               |
| 12.                          | 16.11.2023                   | Franceville                  | Gabon                        | Kenia                        | 2:1                          |                              | Mistrzostwa Świata 2026 – eliminacje          |
| 13.                          | 20.11.2023                   | Abidżan                      | Seszele                      | Kenia                        | 0:5                          |                              | Mistrzostwa Świata 2026 – eliminacje          |